# Cyprinodon diabolis
Cyprinodon diabolis е вид лъчеперка от семейство Cyprinodontidae. Видът е световно застрашен, със статут Уязвим.

## Разпространение
Разпространен е в САЩ.